# Skautský činovnický slib
Činovnický slib je slib českých skautů, kteří vykonávají nějakou funkci v řízení skautské organizace (činovníci; např. vedoucí oddílů nebo středisek, hospodáři ap.). Slib se zpravidla skládá při převzetí první takové funkce.

## Znění činovnického slibu

### Junák – český skaut
| „ | Slibuji na svou čest, jak dovedu nejlépe, sloužit výchově mládeže v duchu skautského slibu a zákona. | “ |

Věřící členové mohou slib doplnit dovětkem: K tomu mi dopomáhej Bůh.
Toto znění bylo schváleno sněmem v Litomyšli v roce 2014. Předcházel mu vůdcovský slib, který v Junáku skládali absolventi vůdcovské zkoušky, ve znění:
| „ | Slibuji na svou čest, jak dovedu nejlépe, vést a vychovávat mládež mi svěřenou v duchu skautského slibu a zákona. | “ |

### Svaz skautů a skautek České republiky
| „ | Slibuji na svou čest a svědomí, že budu vychovávat svěřenou mládež v duchu skautských zákonů, vědom(a) si své zodpovědnosti před Bohem a lidmi. | “ |